# August von Beckh
August Ludwig von Beckh (* 13. Januar 1809 als August Ludwig Beckh in Hofen; † 6. Mai 1899 in Stuttgart) war ein deutscher Eisenbahningenieur, der einen großen Teil seiner Arbeitszeit in der Schweiz verbrachte und Ehrenmitglied des Schweizerischen Ingenieur- und Architektenvereins war.

## Leben
Der Ingenieur arbeitete von 1841 bis 1853 als Straßenbau- und Eisenbahnbauinspektor in Württemberg. In dieser Funktion führte er den 287 m langen Enzviadukt der Württemberger Westbahn aus. Von 1853 bis 1860 war Beckh Oberingenieur der Nordostbahn (NOB), welche die Bahnstrecke Zürich–Winterthur–Romanshorn baute. Danach wurde von Beckh Gutachter und Experte in Eisenbahnfragen, wobei er wie bereits bei der NOB eng mit Alfred Escher zusammenarbeitete. In den 1870er-Jahren entwarf er die Bözbergstrecke, bis 1881 leitete er das Eisenbahnbauamt in Böblingen.
Für seine Verdienste wurde er nobilitiert.

## Arbeiten und Entwürfe
- 1851–1853: Enzviadukt
- 1853–1853: Bahnstrecke Zürich–Winterthur–Romanshorn der Nordostbahn (NOB)
- 1864: Gutachten über das Gotthardbahn-Projekt
- 1871–1875: Bözbergbahn (BöB)